# 东风街道 (盘锦市)
东风街道，是中华人民共和国辽宁省盘锦市双台子区下辖的一个乡镇级行政单位。

## 行政区划
东风街道下辖以下地区：
育红社区、东风社区、新颜社区和繁荣社区。